# Gallegos de Solmirón (ort)
Gallegos de Solmirón är en ort i Spanien.   Den ligger i provinsen Provincia de Ávila och regionen Kastilien och Leon, i den centrala delen av landet, 150 km väster om huvudstaden Madrid. Gallegos de Solmirón ligger 1 110 meter över havet och antalet invånare är 159.
Terrängen runt Gallegos de Solmirón är platt åt sydost, men åt nordväst är den kuperad. Runt Gallegos de Solmirón är det glesbefolkat, med 12 invånare per kvadratkilometer. Närmaste större samhälle är Guijuelo, 19,0 km väster om Gallegos de Solmirón. Trakten runt Gallegos de Solmirón består i huvudsak av gräsmarker.